# Pedra Bela
Pedra Bela est une municipalité brésilienne de l'État de São Paulo et la Microrégion d'Amparo.